# Koilodepas calycinum
Koilodepas calycinum är en törelväxtart som beskrevs av Richard Henry Beddome. Koilodepas calycinum ingår i släktet Koilodepas och familjen törelväxter. IUCN kategoriserar arten globalt som starkt hotad. Inga underarter finns listade i Catalogue of Life.